# William Henry Edwards
Pour les articles homonymes, voir William Edwards et Edwards.
William Henry Edwards est un entomologiste américain, né le 15 mars 1822 à Hunter dans l'État de New York et mort le 2 avril 1909 à Coalburgh.
Il est le fils de William W. Edwards et de Helen Ann Mann. Son père possède une tannerie et achète, alors que William était tout jeune, une forêt de plus de 400 hectares afin d’y récolter l’écorce nécessaire pour son industrie. C’est là que William Edwards va découvrir la nature et se prendre d’amour pour elle.
Il fait des études de droit à New York et entre au barreau en 1847. Il s’engage alors dans les affaires multipliant les sociétés de chemins de fer ou de mines et acquérant de très grands territoires en Virginie. En 1846, il visite le Brésil où il récolte des oiseaux, des insectes et d’autres animaux. Il fait paraître en 1847 son Voyage up the Amazon. Ce livre va exercer une grande fascination sur de nombreux lecteurs et sera l’une des raisons qui conduira plus tard Henry Walter Bates (1825-1892) et Alfred Russel Wallace (1823-1913) à explorer ce continent.
Malgré une vie professionnelle très prenante, Edwards consacre beaucoup de temps à l’étude des papillons. Il commence à faire paraître en 1868, l’ouvrage qui va perpétuer son nom : The Butterflies of North America. Le troisième volume finit de paraître en 1897. Superbement illustré, il va contribuer à l’étude des papillons en Amérique du Nord.

## Source
- Arnold Mallis (1971). American Entomologists. Rutgers University Press (New Brunswick) : xvii + 549 p.